# Chaerocina mbiziensis
Chaerocina mbiziensis là một loài bướm đêm thuộc họ Sphingidae. Nó được tìm thấy ở Tanzania.